# Aeolopetra lanyuensis
Aeolopetra lanyuensis is een vlinder uit de familie van de grasmotten (Crambidae). De wetenschappelijke naam van de soort is voor het eerst geldig gepubliceerd in 1996 door Shen-Horn Yen.
De soort komt voor in Taiwan.